# Geel schriftmos
Geel schriftmos (Alyxoria ochrocheila) is een korstmossoort uit de familie Lecanographaceae.

## Determinatie
Geel schriftmos is een korstvormig korstmos. Het thallus is zeer dun en ingezonken. De kleur is wittig, witgrijs en soms groen of bruin getint. Het heeft de volgende kenmerkende kleurreacties: C−, KC−, P−, UV± (sinaasappel), I+ (deels blauwgroen). De lirellen zijn onvertakt tot zelden vertakt en typisch met een bruinoranje pruijn. 
Het pseudoepithecium is slecht ontwikkeld, roodbruin en heeft een hoogte van 10–15 µm. De asci zijn knotsvormig en meten tot 60 × 13–15 µm. De ascosporen zijn elliptisch, 3-septaat en hebben een zeer kleine, nauwelijks zichtbare perispore van 0,4–0,7 µm. De ascosporen meten 14–18 × 4–5 µm en zijn hiermee iets korter dan Alyxoria subelevata en rivierschriftmos (Alyxoria culmigena). De conidiën zijn recht en 2–3-septaat en meten 12–19 × 1–2 µm. Door zijn lange conidiën onderscheidt het zich van verzonken schriftmos (Pseudoschismatomma rufescens) en rivierschriftmos (Alyxoria culmigena) die conidiën hebben van 4–7 µm. Het hypothecium is bleekbruin en 20–35 µm hoog. Het hymenium is 50–60 µm hoog.

## Ecologie
Geel schriftmos is een epifyt op schors met een matig zure tot neutrale pH (± 5,7–7,0). Het gebruikt hoofdzakelijk oude iepen, essen en populieren als draagboom. Relatief vaak is ze (enkel) op de boomvoet te vinden, in het bijzonder bij populieren. Soms komt de soort ook voor nabij bastwonden van beuk, eik en haagbeuk. Het optimum ligt op ietwat beschutte standplaatsen, vaak in de halfschaduw.

## Verspreiding
Het verspreidingsgebied van geel schriftmos strekt zich hoofdzakelijk uit over Europa en Noord-Amerika. Het is ook in Azië waargenomen, zoals in Armenië en Jemen. In Nederland is het een zeldzame soort maar is alhier niet bedreigd en staat niet op de Nederlandse Rode Lijst. Het zwaartepunt van de Nederlandse verspreiding ligt in de kustgebieden van Noord- en Zuid-Holland.